# Federación Deportiva de México de Hockey sobre Hielo
Die Federación Deportiva de México de Hockey sobre Hielo A.C. (Mexikanischer Eishockeysportverband) ist der nationale Eishockeyverband Mexikos.
Der Verband betreut sowohl die mexikanische Eishockeynationalmannschaft sowie die Junioren-Nationalmannschaften in ihren entsprechenden Altersklassen. Darüber hinaus organisiert der Verband, welcher seit 1985 Mitglied der Internationalen Eishockey-Föderation IIHF ist, die im Jahr 2010 gegründete semi-professionelle Liga Mexicana Élite.
Der Sitz des mexikanischen Eishockeyverbandes befindet sich in Naucalpan de Juárez.
Aktueller Verbandspräsident ist der amtierende Nationaltrainer Joaquín de la Garma.